# Anders Thiset

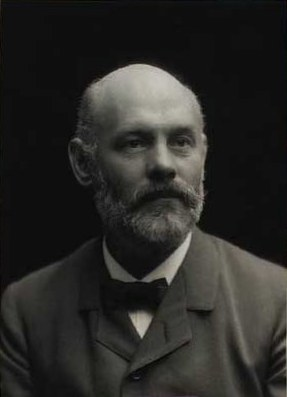
Anders Thiset.

Anders (eller Andreas) Thiset, född den 25 februari 1850, död den 14 juli 1917, var en dansk historiker och heraldiker.
Thiset ingick 1883 i riksarkivet, där han 1889 blev arkivsekreterare och 1897-1915 var arkivarie. Sedan 1902 var han sekreterare i Det kongelige danske Selskab for Fædrelandets Historie. Han var grundligt bevandrad i den äldre danska adelns historia. Om detta vittnar dels mindre avhandlingar (Niels Ebbesen, 1880 och 1890, Den danske Adels saakaldte Forfald, 1898, med flera), dels en mängd utförliga stamtavlor, efter hand upptagna i Danmarks Adelsaarbog, som han jämte Hans Rudolf Hiort-Lorenzen utgav sedan 1884. Vidare utgav han Eline Gøyes Jordebog (1892) och Danske adelige brevkister (1897) samt, som medutgivare, Nyt dansk Adelslexikon (1904). Han avslutade även Henry Petersens verk Danske adelige Sigiller i 13 :e og 14:e Aarh. och utarbetade fortsättningen för 1400-1600-talen (1899-1905).